# 尋找仙境之橋 (2007年電影)
《尋找夢奇地》（英語：Bridge to Terabithia）是2007年的美國奇幻冒險電影，改編自同名兒童文學小說作品《通往泰瑞比西亞的橋》。電影於2007年2月16日於美國及加拿大首映，並為首星期票房第二位。

## 主要演員
- 喬許·哈卻森 飾演 傑西
- 安娜蘇菲亞·羅伯 飾演 萊絲莉

## 外部連結
- 互联网电影数据库（IMDb）上《Bridge to Terabithia》的资料（英文）
- 爛番茄上《Bridge to Terabithia》的資料（英文）
- 開眼電影網上《尋找夢奇地 （页面存档备份，存于）》的資料
- 豆瓣电影上《尋找夢奇地 （页面存档备份，存于）》的資料
- Yahoo奇摩電影上《尋找夢奇地 （页面存档备份，存于）》的資料